# Badminton aux Jeux olympiques de la jeunesse de 2018
Navigation
Édition précédente Édition suivante
Les épreuves de badminton aux Jeux olympiques de la jeunesse de 2018 ont lieu au Tecnópolis de Buenos Aires, en Argentine, du 7 au 12 octobre 2018.

## Podiums
| Event              | Or | Argent | Bronze |
| ------------------ | --- | --- | --- |
| Individuel Garçons | Li Shifeng | Lakshya Sen | Kōdai Naraoka |
| Individuel Filles  | Goh Jin Wei | Wang Zhiyi | Phittayaporn Chaiwan |
| Relais par équipe  | Alpha Lakshya Sen Giovanni Toti Vannthoun Vath Brian Yang Hasini Nusaka Ambalangodage Maria Delcheva Jennie Gai Ashwathi Pillai | Omega Markus Barth Oscar Guo Chang Ho Kim Kunlavut Vitidsarn Huang Yin-hsuan Léonice Huet Anastasiya Prozorova Vũ Thị Anh Thư | Theta Julien Carraggi Mohamed Mostafa Kamel Kōdai Naraoka Lukas Resch Zecily Fung Jaqueline Lima Hirari Mizui Tereza Švábíková |

## Équipe mixte
Pour la compétition en relais par équipe, chaque équipe est composée de huit joueurs, quatre garçons et quatre filles.
Une opposition entre deux équipes est constituée de dix matches : deux simples hommes, deux simples femmes, deux doubles hommes, deux doubles femmes et deux doubles mixtes. L'équipe atteignant 110 points en premier gagnera en cas d'égalité.
8 équipes ont été constituées avec une première phase de qualification via la constitution de deux poules : 
- Groupe A : équipe Alpha, équipe Gamma, équipe Delta, équipe Epsilon
- Groupe B : équipe Zeta, équipe Theta, équipe Sigma, équipe Omega

Ensuite, selon leur classement, toutes les équipes sont réparties dans un tableau à affrontement direct.
|  | Quarts-de-finale 10 octobre 2018 | Quarts-de-finale 10 octobre 2018 |       |       | Demi-finales 11 octobre 2018 | Demi-finales 11 octobre 2018 |  |  | Finale 12 octobre 2018 | Finale 12 octobre 2018 |
|  | Quarts-de-finale 10 octobre 2018 | Quarts-de-finale 10 octobre 2018 |       |       | Demi-finales 11 octobre 2018 | Demi-finales 11 octobre 2018 |  |  | Finale 12 octobre 2018 | Finale 12 octobre 2018 |
|  |                                  |                                  |       |       |                              |                              |  |  |                        |                        |
|  |                                  |                                  |       |       |                              |                              |  |  |                        |                        |
|  |                                  |                                  |       |       |                              |                              |  |  |                        |                        |
|  | Delta                            | 93                               |       |       |                              |                              |  |  |                        |                        |
|  | Delta                            | 93                               |       |       |                              |                              |  |  |                        |                        |
|  | Theta                            | 110                              |       |       |                              |                              |  |  |                        |                        |
|  | Theta                            | 110                              | Theta | 90    |                              |                              |  |  |                        |                        |
|  |                                  |                                  | Theta | 90    |                              |                              |  |  |                        |                        |
|  |                                  | Alpha                            | 110   |       |                              |                              |  |  |                        |                        |
|  | Alpha                            | Alpha                            | 110   | 110   |                              |                              |  |  |                        |                        |
|  | Alpha                            |                                  |       | 110   |                              |                              |  |  |                        |                        |
|  | Gamma                            | 94                               |       |       |                              |                              |  |  |                        |                        |
|  | Gamma                            | 94                               | Alpha | 110   |                              |                              |  |  |                        |                        |
|  |                                  |                                  | Alpha | 110   |                              |                              |  |  |                        |                        |
|  |                                  | Omega                            | 106   |       |                              |                              |  |  |                        |                        |
|  | Zeta                             | Omega                            | 106   | 110   |                              |                              |  |  |                        |                        |
|  | Zeta                             |                                  |       | 110   |                              |                              |  |  |                        |                        |
|  | Sigma                            | 106                              |       |       |                              |                              |  |  |                        |                        |
|  | Sigma                            | 106                              | Zeta  | 109   |                              |                              |  |  |                        |                        |
|  |                                  |                                  | Zeta  | 109   | Match pour la 3e place       |                              |  |  |                        |                        |
|  |                                  | Omega                            | 110   |       |                              |                              |  |  |                        |                        |
|  | Epsilon                          | Omega                            | 110   | 102   |                              |                              |  |  |                        |                        |
|  | Epsilon                          |                                  |       | 102   |                              |                              |  |  |                        |                        |
|  | Omega                            | 110                              |       | Theta | 110                          |                              |  |  |                        |                        |
|  | Omega                            | 110                              |       | Theta | 110                          |                              |  |  |                        |                        |
|  |                                  |                                  |       |       |                              |                              |  |  | Zeta                   | 107                    |
|  |                                  |                                  |       |       |                              |                              |  |  | Zeta                   | 107                    |